# Lijst van onderscheidingen van Mohammad Reza Pahlavi
De Sjah van Perzië/Iran Mohammad Reza Pahlavi (1919 - 1980) bezat de volgende onderscheidingen. 
|    | rang                           | orde                                                                                                  | land                                       | datum                                                       |
| -- | ------------------------------ | --- | ------------------------------------------ | ----------------------------------------------------------- |
| 1  | Grootlint                      | Orde van Zulfikar                                                                                     | Keizerrijk Iran                            | 1949                                                        |
| 2  | Grootlint met Keten            | Orde van Pahlavi                                                                                      | Keizerrijk Iran                            | 1957                                                        |
| 3  | Grootlint                      | Nishan-e-Aqdas                                                                                        | Keizerrijk Iran                            |                                                             |
| 4  | Ridder                         | Orde van de Zon                                                                                       | Keizerrijk Iran                            | 26 september 1967                                           |
| 5  |                                | Orde van de Eer                                                                                       | Keizerrijk Iran                            | 1949                                                        |
| 6  | Grootlint                      | Orde van de Leeuw en de Zon                                                                           | Keizerrijk Iran                            |                                                             |
| 7  | Grootlint met Keten            | Orde van de Kroon                                                                                     | Keizerrijk Iran                            | 24 april 1926                                               |
| 8  | Eerste Klasse                  | Orde van de Pleiaden                                                                                  | Keizerrijk Iran                            | 1957                                                        |
| 9  | Grootlint                      | Orde van Homayoun                                                                                     | Keizerrijk Iran                            |                                                             |
| 10 | Grootlint                      | Orde van de Rode Leeuw en de Zon                                                                      | Keizerrijk Iran                            |                                                             |
| 11 | Eerste Klasse                  | Orde van de Glorie                                                                                    | Keizerrijk Iran                            |                                                             |
| 12 | Eerste Klasse                  | Orde van de Dienst                                                                                    | Keizerrijk Iran                            |                                                             |
| 13 | Eerste Klasse                  | Orde van de Held                                                                                      | Keizerrijk Iran                            |                                                             |
| 14 | Eerste en Derde Klasse         | Militaire Orde van Verdienste                                                                         | Keizerrijk Iran                            | 1938                                                        |
| 15 | Eerste Klasse                  | Orde van de Eer                                                                                       | Keizerrijk Iran                            |                                                             |
| 16 | Eerste Klasse                  | Orde van de Pas                                                                                       | Keizerrijk Iran                            |                                                             |
| 17 |                                | Keizerlijke Familieorde van de keizer Reza Shah I                                                     | Keizerrijk Iran                            |                                                             |
| 18 |                                | Medaille voor het Hervormen van het land                                                              | Keizerrijk Iran                            | 1963                                                        |
| 19 |                                | Medaille van de Scouting                                                                              | Keizerrijk Iran                            |                                                             |
| 20 |                                | Medaille van de Sport                                                                                 | Keizerrijk Iran                            |                                                             |
| 21 |                                | Herinneringsmedaille ter gelegenheid van de kroning van keizer Reza Shah I                            | Keizerrijk Iran                            | 1976                                                        |
| 22 |                                | Medaille van Persepolis                                                                               | Keizerrijk Iran                            | 1971                                                        |
| 23 |                                | Herinneringsmedaille ter gelegenheid van het 25e Eeuwfeest van de Stichting van het Keizerrijk Iran   | Keizerrijk Iran                            | 1971                                                        |
| 24 |                                | Medaille van de Staatsgreep van 1953                                                                  | Keizerrijk Iran                            | 1953                                                        |
| 25 |                                | Herinneringsmedaille ter gelegenheid van 100 jaar van keizer Reza Shah I                              | Keizerrijk Iran                            | 1978                                                        |
| 26 | Grootcommandeur                | Orde van de Zon                                                                                       | Afghanistan                                | 1942                                                        |
| 27 | Grootcommandeur met Keten      | Orde van de Zon                                                                                       | Afghanistan                                | 26 maart 1950                                               |
| 28 | Grootkruis met Keten           | Orde van de Bevrijder San Martin                                                                      | Argentinië                                 | 17 mei 1965                                                 |
| 29 | Grote Ster (Bijzondere Klasse) | Ereteken van Verdienste voor de Republiek Oostenrijk                                                  | Republiek Oostenrijk                       | 15 maart 1958                                               |
| 30 | Grootkruis met Keten           | Orde van Khalifa                                                                                      | Koninkrijk Bahrein                         | 1975                                                        |
| 31 | Grootlint                      | Leopoldsorde                                                                                          | Koninkrijk België                          | civiele divisie 15 maart 1939 militaire divisie 11 mei 1960 |
| 32 | Grootkruis met Keten           | Orde van het Zuiderkruis                                                                              | Brazilië                                   | 4 mei 1965                                                  |
| 33 | Grootkruis                     | Koninklijke Familieorde van de Kroon van Brunei                                                       | Staat Brunei Darussalam                    |                                                             |
| 34 | Ie Klasse en de Keten          | Orde van de Witte Leeuw                                                                               | Tsjecho-Slowaakse Socialistische Republiek | 25 augustus 1977                                            |
| 35 | Speciaal Grootlint             | Orde van de Gunstige Wolken                                                                           | Republiek China                            | 3 juni 1946                                                 |
| 36 | Ridder                         | Orde van de Olifant                                                                                   | Denemarken                                 | 14 mei 1959                                                 |
| 37 | Grootkruis met Keten           | Orde van Mohammed Ali                                                                                 | Koninklijke Egyptische familie             | 16 maart 1939                                               |
| 38 | Grootlint                      | Orde van de Nijl                                                                                      | Arabische Republiek Egypte                 | 7 januari 1975                                              |
| 39 | Grootkruis met Keten           | Orde van de Republiek                                                                                 | Arabische Republiek Egypte                 |                                                             |
| 40 | Ridder                         | Orde van Salomo                                                                                       | Keizerrijk Ethiopië                        | 14 september 1964                                           |
| 41 | Grootkruis                     | Orde van het Zegel van Salomo                                                                         | Keizerrijk Ethiopië                        | 28 december 1977                                            |
| 42 | Grootkruis met Keten           | Orde van de Witte Roos                                                                                | Finland                                    | 1970                                                        |
| 43 | Grootkruis                     | Legioen van Eer                                                                                       | Frankrijk                                  | 15 juni 1939                                                |
| 44 |                                | Croix de Guerre 1939-1945 met Palm                                                                    | Frankrijk                                  | 3 augustus 1948                                             |
| 45 | Grootkruis                     | Orde van de Verlosser                                                                                 | Koninkrijk Griekenland                     | 1960                                                        |
| 46 | Grootkruis                     | Orde van de Vlag van de Volksrepubliek Hongarije                                                      | Hongarije                                  | september 1967                                              |
| 47 | Lid met Keten                  | Orde van de Hashimiten                                                                                | Irak                                       | 14 juni 1949                                                |
| 48 | Ridder Grootkruis              | Orde van Verdienste                                                                                   | Italië                                     | 26 augustus 1957                                            |
| 49 | Ridder                         | Orde van de Gulden Spoor                                                                              | Vaticaan                                   | 20 augustus 1948                                            |
| 50 | Ordeketen                      | Chrysanthemumorde                                                                                     | Japan                                      | 13 mei 1958                                                 |
| 51 | Golden Pheasant Award          | Scout Association of Japan                                                                            | Japan                                      | 1957                                                        |
| 52 | Keten                          | Orde van Hoessein ibn Ali                                                                             | Hasjemitisch Koninkrijk Jordanië           | 28 juli 1949                                                |
| 53 | Grootlint met Briljanten       | Hoge Orde van de Onafhankelijkheid                                                                    | Hasjemitisch Koninkrijk Jordanië           | 28 juli 1949                                                |
| 54 | Keten                          | Orde van Mubarak de Grote                                                                             | Koeweit                                    | 1974                                                        |
| 55 | Bijzondere Klasse              | Orde van Verdienste                                                                                   | Libanon                                    | 17 oktober 1956                                             |
| 56 |                                | Orde van Idris I                                                                                      | Koninkrijk Libië                           | 1958                                                        |
| 57 | Grote Keten (DMN)              | Orde van de Kroon van het Rijk                                                                        | Maleisië                                   | 16 januari 1968                                             |
| 58 | Keten                          | Orde van de Azteekse Adelaar                                                                          | Mexico                                     | 8 mei 1975                                                  |
| 59 | Grootkruis                     | Orde van Sint-Karel (Monaco)                                                                          | Vorstendom Monaco                          |                                                             |
| 60 | Bijzondere Klasse              | Orde van Mohammedi                                                                                    | Koninkrijk Marokko                         | 11 juni 1966                                                |
| 61 | Lid                            | Orde van Mahendra Mala                                                                                | Koninkrijk Nepal                           |                                                             |
| 62 | Lid                            | Orde van Pratap Bhaskar                                                                               | Koninkrijk Nepal                           |                                                             |
| 63 | Lid                            | Orde van Ojaswi Rajanya                                                                               | Koninkrijk Nepal                           | 3 juli 1960                                                 |
| 64 | Ridder Grootkruis              | Orde van de Nederlandse Leeuw                                                                         | Koninkrijk der Nederlanden                 | 19 mei 1959                                                 |
| 65 |                                | Herinneringsmedaille ter gelegenheid van het Zilveren huwelijk van Koningin Juliana en Prins Bernhard | Koninkrijk der Nederlanden                 |                                                             |
| 66 | Grootkruis met Keten           | Orde van Sint-Olaf                                                                                    | Koninkrijk Noorwegen                       | 17 mei 1961                                                 |
| 67 | Keten                          | Orde van Al-Said                                                                                      | Sultanaat Oman                             |                                                             |
| 68 | Eerste Klasse                  | Orde van Oman (militaire divisie)                                                                     | Sultanaat Oman                             | 2 maart 1974                                                |
| 69 | Keten                          | Nishan-e-Pakistan                                                                                     | Islamitische Republiek Pakistan            | 9 november 1959                                             |
| 70 | Keten                          | Keten van de Onafhankelijkheid                                                                        | Staat Qatar                                | 13 november 1975                                            |
| 71 | Bijzondere Klasse              | Keten van Abdoel Aziz al Saoed                                                                        | Koninkrijk Saoedi-Arabië                   | 28 april 1975                                               |
| 72 | Ridder                         | Orde van Abdoel Aziz al Saoed                                                                         | Koninkrijk Saoedi-Arabië                   | 9 augustus 1955 - 12 maart 1957                             |
| 73 | Ridder met Keten               | Orde van Karel III                                                                                    | Koninkrijk Spanje                          | 19 april 1975                                               |
| 74 | Grootkruis (Blanco)            | Orde van Verdienste van de Luchtmacht                                                                 | Koninkrijk Spanje                          | 6 november 1969                                             |
| 75 | Grootkruis met Keten           | Orde met Kruis en Pijlen                                                                              | Spaanse Staat                              | 22 mei 1957                                                 |
| 76 | Grootkruis met Keten           | Orde van de Infant Dom Henrique                                                                       | Portugal                                   | 27 juli 1967                                                |
| 77 | Grootlint en een gouden Keten  | Orde van Eer                                                                                          | Republiek Soedan                           | 24 februari 1974                                            |
| 78 | Lid                            | Orde van de Serafijnen                                                                                | Koninkrijk Zweden                          | 29 april 1960                                               |
| 79 | Keten                          | Orde van de Serafijnen                                                                                | Koninkrijk Zweden                          | 4 september 1967                                            |
| 80 | Ridder                         | Orde van de Rajamitrabhorn                                                                            | Koninkrijk Thailand                        | 22 januari 1968                                             |
| 81 | Grootkruis met Keten           | Orde van Onafhankelijkheid                                                                            | Republiek Tunesië                          | 15 maart 1965                                               |
| 82 | Ridder Grootkruis              | Orde van het Bad                                                                                      | Verenigd Koninkrijk                        | 1948                                                        |
| 83 |                                | Koninklijke Victoriaanse Keten                                                                        | Verenigd Koninkrijk                        |                                                             |
| 84 | Chief Commander                | Legioen van Verdienste                                                                                | Verenigde Staten                           | 7 oktober 1947                                              |
| 85 | Bijzonder Grootkruis           | Orde van Verdienste van de Bondsrepubliek Duitsland                                                   | Bondsrepubliek Duitsland                   | 27 mei 1967 - 25 februari 1955                              |
| 86 | Grote Ster                     | Orde van de Grote Joegoslavische Ster                                                                 | Joegoslavië                                | 3 juni 1966                                                 |
| 87 | Ridder                         | Orde van de Aankondiging                                                                              | Italië                                     | 1939                                                        |